# Berberis coxii
Berberis coxii är en berberisväxtart som beskrevs av Camillo Karl Schneider. Berberis coxii ingår i släktet berberisar, och familjen berberisväxter. Inga underarter finns listade i Catalogue of Life.